# 송이 문화광장
송이 문화광장은 대교어린이TV에서 제작한 문화 프로그램이다. 2005년부터 2006년까지 방영했다.

1. ↑  “대교어린이TV”. 《웨이백 머신》. 2005년 11월 24일. 2005년 11월 24일에 원본 문서에서 보존된 문서. 2022년 6월 11일에 확인함.